# Villameriel
Villameriel – gmina w Hiszpanii, w prowincji Palencia, w Kastylii i León, o powierzchni 53,16 km². W 2011 roku gmina liczyła 122 mieszkańców.